# 川島里華
川島 里華（かわしま りか、1991年12月24日 - ）は、日本の元女子バレーボール選手。

## 来歴
岐阜県安八郡神戸町出身。岡山シーガルズに所属する川島亜依美は実姉。母と姉の影響で小学3年からバレーボールを始める。長崎県の強豪九州文化学園高に進学後は、1年次のインターハイで優勝を経験。春高バレー、国体などに出場した。高校卒業後は、体育の教員免許が取得でき、バレーを続けられる環境であることから、中京大学へ進学した。
大学時代は4年次に主将を務める。東海大学男女秋季1部リーグでは全勝優勝を果たし、平成25年度皇后杯バレーボール選手権に出場した。
2013年10月に天津で行われた東アジア競技大会に出場した。11月、Vプレミアリーグのトヨタ車体クインシーズの内定選手となる。同年12月22日のNEC戦でデビューした。翌年1月11日の岡山シーガルズ戦では途中出場で初得点した。
2015年6月1日、トヨタ車体は川島の退団を発表、同年8月に岐阜第一高等学校の保健体育教員となった。

## 所属チーム
- 町立神戸中
- 九州文化学園高校
- 中京大学（2010-2014年）
- トヨタ車体クインシーズ（2014-2015年）

## エピソード
- 岡山に所属した川島亜依美は一つ上の姉であり、中京大に在籍し現在岐阜第一高監督[7]の川島萌は三つ下の妹である。
- 中京大時代の先輩にはトヨタ車体で主将を務めた竹田沙希がいる。
- 2012年に岐阜県で行われた岐阜清流国体では岐阜県代表として出場した。

## 個人成績
Vプレミアリーグレギュラーラウンドにおける個人成績は下記の通り。
| シーズン | 所属       | 出場 | 出場   | アタック | アタック | アタック | アタック | ブロック | ブロック | サーブ | サーブ | サーブ | サーブ | レセプション | レセプション | 総得点 | 備考 |
| -------- | ---------- | ---- | ------ | -------- | -------- | -------- | -------- | -------- | -------- | ------ | ------ | ------ | ------ | ------------ | ------------ | ------ | ---- |
| シーズン | 所属       | 試合 | セット | 打数     | 得点     | 決定率   | 効果率   | 決定     | /set     | 打数   | エース | 得点率 | 効果率 | 受数         | 成功率       | 総得点 | 備考 |
| 2013/14  | トヨタ車体 | 23   | 26     | 86       | 26       | 30.2%    | %        | 8        | 0.31     | 15     | 0      | 0.00%  | 10.0%  | 17           | 29.4%        | 34     |      |
| 2014/15  | トヨタ車体 | 21   | 45     | 370      | 112      | 30.3%    | %        | 6        | 0.13     | 115    | 3      | 2.61%  | 8.4%   | 129          | 47.3%        | 121    |      |